# Mark Rakita
Pour les articles homonymes, voir Rakita.
Mark Semyonovich Rakita, (en russe, Марк Семёнович Ракита), né le 22 juillet 1938 est un escrimeur soviétique pratiquant le sabre. Il a été deux fois champion olympique de sabre avec l'équipe d’URSS en 1964 et 1968.
Rakita a été six fois champion du monde entre 1965 et 1971. Sa grande année a été 1967 avec deux titres de champion du monde, en individuel et par équipe.

## Palmarès
- Jeux olympiques :
  -  Champion olympique de sabre par équipe aux Jeux olympiques de 1964 à Tokyo
  -  Champion olympique de sabre par équipe aux Jeux olympiques de 1968 à Mexico
  -  Médaille d’argent au fleuret individuel aux Jeux olympiques de 1968 à Mexico
  -  Médaille d’argent au fleuret individuel aux Jeux olympiques de 1972 à Munich

- Championnats du monde d'escrime :
  -  Champion du monde au sabre individuel aux Championnats du monde d'escrime 1967

- -  Champion du monde au sabre par équipe aux Championnats du monde d'escrime 1965
  -  Champion du monde au sabre par équipe aux Championnats du monde d'escrime 1967
  -  Champion du monde au sabre par équipe aux Championnats du monde d'escrime 1969
  -  Champion du monde au sabre par équipe aux Championnats du monde d'escrime 1970
  -  Champion du monde au sabre par équipe aux Championnats du monde d'escrime 1971
  -  Médaille d’argent au sabre individuel aux Championnats du monde d'escrime 1970
  -  Médaille d’argent au sabre par équipe aux Championnats du monde d'escrime 1963
  -  Médaille d’argent au sabre par équipe aux Championnats du monde d'escrime 1966
  -  Médaille de bronze au sabre par équipe aux Championnats du monde d'escrime 1962